# Bel Me, Schrijf Me
Bel Me, Schrijf Me is een Nederlandstalige single van de Belgische artiesten Luc Steeno en Sandra Kim uit 1989. Het nummer is een cover van Bend Me, Shape Me van The American Breed en verbleef 10 weken in de Top 50, alwaar het de hoogste positie op 27 januari 1990 bereikte met een 15de plaats.
De B-kant van de single was het liedje Ik Hou van Mijn Land.
Het nummer verscheen op Sandra Kims album Met Open Ogen (1991) en Luc Steeno's album Wat Moet Ik Zonder Jou (1990).
Er was ook een (minder succesvolle) Franstalige versie van dit duet Slow-moi, Rock-moi.

## Meewerkenden
- Producers:
  - Luigi Bongiovanni
  - Stephane Veglia
- Zangers:
  - Luc Steeno
  - Sandra Kim